# Salvadori-mézevő
A Salvadori-mézevő (Lichmera squamata) a madarak osztályának verébalakúak (Passeriformes) rendjébe és a mézevőfélék (Meliphagidae) családjába tartozó faj.
A magyar név forrással nincs megerősítve, lehet, hogy a német név tükörfordítása (Salvadorihonigfresser).

## Elnevezése
Magyar nevét nem a Közép-Amerikai országról Salvadorról, hanem leírójáról Tommaso Salvadoriról kapta.

## Előfordulása
Indonézia területén honos. A természetes élőhelye szubtrópusi vagy trópusi száraz erdők, szubtrópusi vagy trópusi nedves síkvidéki erdők, és szubtrópusi vagy trópusi mangroveerdők, szubtrópusi vagy trópusi síkvidéki nedves cserjések.

## Külső hivatkozások
- Képek az interneten a fajról
- Internet Bird Collection
- Xeno-canto.org - a faj hangja[halott link]